# Камке, Эрих
Э́рих Ка́мке (нем. Erich Kamke, 1890—1961) — немецкий математик, ученик Эдмунда Ландау. Специалист по теории дифференциальных уравнений, подготовленные им справочники до сих пор служат настольной книгой в прикладных исследованиях.
Председатель Немецкого математического общества с 1948 по 1952 год. Вице-президент Международного математического союза на период 1952—1954. С 1935 года и до конца жизни он был соредактором Математического журнала (Mathematischen Zeitschrift), а с 1950 по 1957 год — редактором ежегодников Немецкого математического общества.

## Биография
Камке родился в Мариенбурге, Западная Пруссия (современный Мальборк, Польша). По окончании школы в Штеттине изучал математику и физику (с 1909 года) в Гисенском и Гёттингенском университетах. С началом Первой мировой войны ушёл добровольцем на фронт, служил в войсках связи.
После войны, в 1919 году, Камке женился на Доре Хаймович (1892—1968), дочери еврейского бизнесмена; их сын Детлеф (1922—2004) стал впоследствии физиком-экспериментатором, профессором в Рурском университете. В этом же 1919 году Камке получил докторскую степень в Гёттингенском университете под руководством Эдмунда Ландау, темой диссертации стало обобщение проблемы Варинга-Гильберта. Далее преподавал в Мюнстерском университете (1920—1926), где провёл хабилитацию (1922). В 1926 году Камке стал профессором в Тюбингенском университете.
После прихода к власти в Германии нацистов (1933) положение Камке осложнилось. Хотя он сам не имел еврейских предков, но из-за наличия жены-еврейки, а также из-за его оппозиции национал-социализму, он был вынужден в 1937 году, под давлением университетского доцент-фюрера Эриха Шёнхардта, уйти в отставку. При поддержке Немецкого авиационного исследовательского центра (Deutsche Versuchsanstalt für Luftfahrt) Камке смог продолжить свои исследования по дифференциальным уравнениям и завершить двухтомную монографию, посвящённую методам их решения. Осенью 1944 года Камке грозила опасность оказаться в нацистском концлагере, опасность предотвратило заступничество Вильгельма Зюсса и Вальтера Герлаха.
После Второй мировой войны Камке был восстановлен профессором Тюбингенского университета и сыграл важную роль в организации математического съезда в Тюбингене осенью 1946 года, первого научного конгресса в Германии после войны. В 1948 году он восстановил Немецкое математическое общество и был его председателем до 1952 года, когда стал вице-президентом Международного математического союза на период 1952—1954.
Эрих Камке умер в 1961 году в Роттенбурге-на-Неккаре от сердечного приступа.

## Научная деятельность
Имя учёного носят:
- Теорема единственности Камке Архивная копия от 9 января 2019 на Wayback Machine[6].
- Проблема Гильберта-Камке Архивная копия от 14 февраля 2019 на Wayback Machine в аналитической теории чисел.

Эрих Камке получил важные результаты в теории дифференциальных уравнений, теории множеств и теории функций действительного переменного (теории интеграла Лебега). Часть его работ посвящены теории чисел, теории вероятностей, основаниям математики и методике преподавания математики. Книги Камке переведены на многие языки, в том числе три — на русский. Широкое признание получила его монография по теории множеств, ставшая стандартным введением в эту область.
В теории чисел Камке решил так называемую «проблему Гильберта — Камке», доказав существование решения системы диофантовых уравнений.

## Основные труды
- Das Lebesguesche Integral. Eine Einführung in die neuere Theorie der reellen Funktionen, B. G. Teubner, Leipzig 1925
- Mengenlehre, Sammlung Göschen/Walter de Gruyter, Berlin 1928
- Differentialgleichungen reeller Funktionen, Akademische Verlagsgesellschaft, Leipzig 1930; ab der 4. (überarbeiteten) Auflage 1962 in zwei Bänden:
  - Band 1: Gewöhnliche Differentialgleichungen
  - Band 2: Partielle Differentialgleichungen
- Einführung in die Wahrscheinlichkeitstheorie, S. Hirzel, Leipzig 1932[10]
- Differentialgleichungen. Lösungsmethoden und Lösungen I. Gewöhnliche Differentialgleichungen, Leipzig 1942
- Differentialgleichungen. Lösungsmethoden und Lösungen II. Partielle Differentialgleichungen 1. Ordnung für eine gesuchte Funktion, Leipzig 1944
- Das Lebesgue-Stieltjes-Integral, B. G. Teubner, Leipzig 1956

### Русские переводы
- Камке Э. Интеграл Лебега - Стилтьеса.  М.: Физматлит, 1959, 328 с.
- Камке Э. Справочник по дифференциальным уравнениям в частных производных первого порядка. М.: Наука, 1966, 258 с.
- Камке Э. Справочник по обыкновенным дифференциальным уравнениям. — 4-е изд., испр.. — М.: Наука, 1971. — 576 с.
  - Переиздание: 6-е изд., Лань, 2003, ISBN 5-8114-0482-4.